# Молдавско-черногорские отношения
Молдавско-черногорские отношения — двусторонние дипломатические отношения между Молдавией и Черногорией. Государства являются членами Совета Европы. Также Черногория является кандидатом на вступление в Европейский союз, а Молдавия — ассоциированным членом этой организации.

## История
Молдавия признала независимость Черногории 21 июня 2006 года и установила дипломатические отношения с ней 9 марта 2007 года.

## Встречи
- 25 июня 2008 года министр иностранных дел Черногории Милан Рочен нанёс официальный визит в Республику Молдова, в ходе которого встретился с президентом Владимиром Ворониным, премьер-министром Зинаидой Гречаный, председателем парламента Марианом Лупу и заместителем премьер-министра Андреем Стратаном.
- 28 октября 2008 года президент Черногории Филип Вуянович нанёс официальный визит в Республику Молдова, в ходе которого встретился с президентом Владимиром Ворониным, премьер-министром Зинаидой Гречаный и председателем парламента Марианом Лупу.
- 4 апреля 2017 года министр иностранных дел Черногории Срджан Дарманович прибыл с официальным визитом в Республику Молдова[2].

## Экономические отношения
За первые 10 месяцев 2018 года между Черногорией и Республикой Молдова была осуществлена торговля на сумму 304 тыс. евро. В 2019 году товарооборот составил 370 тыс. евро, из которых 368 тыс. евро были импортированы из Молдавии, а остальные 1170 евро были экспортированы из Черногории. В 2020 году черногорский импорт товаров из Молдавии составил 384 тыс. долларов США, а черногорский экспорт в Молдавию составил 44 тыс. долларов США.

## Дипломатические представительства
- Молдавия не имеет постоянного дипломатического представительства в Черногории[1].
- Молдавия имеет посольство в Бухаресте[1].
- Черногория не имеет постоянного дипломатического представительства в Республике Молдова[1].
- Черногория имеет посольство в Бухаресте[1].